# Canadian Hot 100
De Canadian Hot 100 is de belangrijkste hitlijst van Canada, samengesteld door het Billboard Magazine. De eerste lijst dateert van 16 juni 2007. Het was de eerste Billboard-hitlijst buiten de Verenigde Staten. De eerste nummer 1-hit was Umbrella van Rihanna en Jay-Z.
Net zoals in de Billboard Hot 100 is het mogelijk om in deze hitlijst te komen enkel op basis van airplay. De airplay-resultaten zijn afkomstig van meer dan 100 Canadese radiostations die zeer uiteenlopende muziekgenres afspelen.